# Leptogenys peninsularis
Leptogenys peninsularis é uma espécie de formiga do gênero Leptogenys, pertencente à subfamília Ponerinae.